# Галявина Абилай-хана
53°05′01″ пн. ш. 70°14′05″ сх. д. / 53.08361° пн. ш. 70.23472° сх. д.
Поляна Абилай-хана (каз. Абылай хан алаңы) — місцевість у національному парку «Бурабай» в Акмолінській області Казахстану, де за історичними переказами розташовувалася ставка Абилай-хана. 14 січня 2022 року архітектурно-меморіальний монумент, розташований на галявині, був включений до списку пам'яток історії та культури Казахстану республіканського значення.

## Монумент
1991 року на честь 280-річчя хана Абилая було організовано архітектурно-меморіальний монумент. 8 липня 2004 року за участю президента країни Нурсултана Назарбаєва було відкрито 35-метровий восьмикутний обеліск. На вершині обеліска міститься шпиль із зображенням беркута, що несе сонце на крилах. На передній грані восьмикутника розміщено штандарт президента Казахстану, на інших гранях — щити, декоровані орнаментом кошкар муйіз (каз. қошқар мүйіз).
У східній частині меморіального комплексу розташований камінь заввишки 5-6 м, який за легендами був троном Абилай-хана.